# Amastus affinis
Amastus affinis là một loài bướm đêm thuộc phân họ Arctiinae, họ Erebidae.